# Пробуждение (журнал)
«Пробуждение» — в годы издания был единственным в России двухнедельным, «редким по изяществу» литературно-художественным и научным журналом. Выходил в Санкт-Петербурге с 1906 года по 1918 год в уже переименованном Петрограде.
Журнал был основан по инициативе Николая Корецкого, который стал главным редактором, а позднее и издателем.

## Опубликованные произведения
В «Пробуждение» были опубликованы произведения следующих, в большинстве именитых, авторов (№ и год выпуска журнала):
- Андрусон Леонид №1,14-1909;
- Баранцевич Казимир №1-1909;
- Болеслав Прус №5-1909;
- Бракко Роберто №22-1909;
- Городецкий Сергей №11-1909;
- Де Лазари Николай №1-1909;
- Джек Лондон №4-1909;
- Дрожжин Спиридон №24-1909;
- Зарин Андрей №3,12-1909;
- Измайлов Владимир №1,15-1909;
- Каменский Анатолий №3-1909;
- Кольцов Алексей №19-1909;
- Корецкий Николай №1,10,17-1909;
- Коринфский Аполлон №24-1909;
- Куприн Александр № 28 - 1907
- Лемонье Камиль №23-1909;
- Мюр Виктор №16-1909;
- Невежин Пётр №7-8-1909;
- Ратгауз Даниил №22-1909;
- Сургучёв Илья №2-1909;
- Уайльд Оскар №2-4-1909;
- Уманов-Каплуновский Владимир №5,12,13,19-1909;
- Фофанов Константин №9,24-1909;
- Цензор Дмитрий №2,4,5,10-1909;

## Научно-популярные статьи
- Вентцель Константин, педагог. «Родительские клубы.» №20-1909;
- Глазенап Сергей, астроном. «Рождественский мальчик.» №24-1909;
- Розенбах Павел, психиатр. «Причины современной нервозности и самоубийств.» №16-1909;

## В культуре
- В 222-й серии телесериала «Простые истины» герои пытаются опробовать «Инструкцию для Казановы», опубликованную в «Пробуждении» в 1913 году.